# إمارة شفارتسبورغ رودولشتات
شفارتسبورغ رودولشتات (Schwarzburg-Rudolstadt) دولة صغيرة تاريخية في ولاية تورنغن الحالية، ألمانيا، وعاصمتها رودولشتات.
تأسست شفارتسبورغ-رودولشتات في 1599 خلال إعادة توطين أراضي سلالة شفارتسبورغ. منذ القرن الحادي عشر، كان مقعد السلفي العائلة الكونتية كان في قلعة شفارتسبورغ، على الرغم من بعد 1340، بالنسبة لمعظم من وجودها باعتبارها كيانا سياسيا لديها رأس المال في أكبر مدينة رودولشتات. في 1583 كان عدد غونتر الحادي والأربعين شفارتسبورغ، الابن البكر الأربعين غونتر الأغنياء وحاكم على الأراضي شفارتسبورغ المتحدة، وتوفي من دون قضية. كان خلفه إخوته الصغار، حيث ألبرت السابع حصل على الأراضي المحيطة رودولشتات. بعد شقيقهما الكونت وليم من شفارتسبورغ-فرنكنهاوزن لقوا حتفهم في عام 1597، والاخوة على قيد الحياة ألبرت السابع وجون غونتر أسس كونتيتي شفارتسبورغ رودولشتات وشفارتسبورغ سوندرسهاوزن، بموجب معاهدة 1599 من شتاتيلم.